# سمن (آلاباما)
سمن (به انگلیسی: Seman) یک منطقهٔ مسکونی در ایالات متحده آمریکا است که در آلاباما واقع شده‌است. سمن ۲۲۳ متر بالاتر از سطح دریا واقع شده‌است.